# Piwnica św. Norberta
Piwnica św. Norberta – działająca z inicjatywy Stefana Błaszczyńskiego w Krakowie od 1992 roku grupa artystyczna prezentująca muzyczno-poetyckie koncerty. Koncerty te przybierają charakter muzycznych spektakli-spotkań w trakcie których prezentowana jest poezja, a niekiedy również krótkie gawędy i opowiadania. Ważną rolę odgrywa również element artystycznie kreowanych świateł. Muzyka wykonywana przez artystów ociera się o różne gatunki muzyczne, takie jak: pop, jazz, muzyka etniczna, medytacyjna, klasyczna i poetycka.
Nazwa Piwnicy wywodzi się od jej pierwszej siedziby, tj. w piwnicy kościoła św. Norberta w Krakowie przy ulicy Wiślnej. Tam Piwnica działała w latach 1992-2000 do czasu gdy budynek ten został przejęty przez Kościół greckokatolicki. Kolejne trzy lata Piwnica działała przy klasztorze oo. Karmelitów na Piasku w Krakowie przy ulicy Karmelickiej. Od roku 2003 przeniosła się ponownie na ulicę Wiślną, tym razem pod numer 12 (podziemia kurii metropolitarnej). Obecnie Piwnica działa przy kawiarni „Kolanko no 6” na krakowskim Kazimierzu przy ulicy Józefa 17.
Oprócz stałych cotygodniowych koncertów Piwnica św. Norberta okazjonalnie koncertuje również zagranicą.

## Artyści Piwnicy św. Norberta
- Stefan Błaszczyński
- Ada Bystrzycka
- Grzegorz Piętak
- Bohdan Lizoń
- Tomasz Handzlik
- Dominik Bieńczycki
- Andrzej Lamers
- Maria Lamers
- Ewa Landowska
- Piotr Kordas
- Monika Rasiewicz
- Teresa Lipinski
- Łukasz Szańca
- Adam Niedzielin